# Жердев, Андрей Вадимович
Андрей Вадимович Жердев (род. 28 января 1989, Калуга) — российский футболист, защитник.

## Биография
Сын футболиста и тренера Вадима Жердева. Воспитанник калужского футбола. В 2006 году дебютировал на взрослом уровне в составе калужского «Локомотива» во втором дивизионе. На следующий год играл под руководством отца за клуб «Заря» (Думиничи), с которым стал чемпионом Калужской области. Затем выступал за клубы второго дивизиона — «Нара-ШБФР», «Калуга» и «Металлург-Оскол».
Летом 2013 года перешёл в молдавский «Зимбру». Дебютный матч в чемпионате Молдавии сыграл 18 августа 2013 года против «Милсами», выйдя на замену на 79-й минуте вместо Сергея Гафины. Всего сыграл девять матчей за кишинёвский клуб и во время зимнего перерыва вернулся в Россию.
После возвращения в Россию выступал на любительском уровне за обнинский «Квант». Провёл один сезон во втором дивизионе за барнаульское «Динамо».